# Laxenecera chrysonema
Laxenecera chrysonema är en tvåvingeart som beskrevs av H. Oldroyd 1970. Laxenecera chrysonema ingår i släktet Laxenecera och familjen rovflugor.
Artens utbredningsområde är Kongo. Inga underarter finns listade i Catalogue of Life.